# 青羌
青羌，中国古代西南民族。源于古羌人，始见于《华阳国志》。 
青羌是羌族的一支，服饰尚青色，故称。三国蜀汉地方兵之一，以青羌组成。唐代青羌分布于黎州。唐朝]中叶以来受吐蕃影响较深，故称吐蕃青羌。宋孝宗乾道九年（1173年）黎州知州宇文绍直买马不给钱，激起青羌首领奴儿结作乱，破坏马市，至淳熙二年（1175年）马市复市。后来制置使范成大又悔约，青羌又起战火。淳熙十二年（1185年）四川制置使留正诱杀奴儿结。后来制置使赵汝愚分兵守险，离间青羌诸部，奴儿结之弟三开被困而终。青羌也可以指东方。